# آنگیکور-لو-سار
آنگیکور-لو-سار (به فرانسوی: Anguilcourt-le-Sart) یک کمون در فرانسه است که در انه واقع شده‌است.

## خصوصیات
آنگیکور-لو-سار ۹٫۱۴ کیلومترمربع مساحت و ۳۰۳ نفر جمعیت دارد و ۵۶ متر بالاتر از سطح دریا واقع شده‌است.